# James Joseph Sylvester

James Joseph Sylvester [džéjms džózef silvéster], FRS, angleški matematik, * 3. september 1814, London, Anglija, † 15. marec 1897, London.

## Življenje in delo
Sylvester se je rodil kot »James Joseph«, vendar je prevzel priimek »Sylvester«, kakor je storil tudi njegov starejši brat. Brat se je preselil v ZDA, državo, kjer so tedaj morali imeti vsi priseljenci ime, srednje ime in priimek. 
Leta 1824 je Sylvester začel študirati na Univerzi v Londonu, kjer je bil De Morganov študent. Kmalu so ga izključili, ker je v refektoriju ukradel nož, da bi z njim napadel nekega študenta. Nato se je vpisal na Kraljevo ustanovo v Liverpoolu. Čeprav se je izkazal, so ga drugi študenti zaradi judovskega porekla nadlegovali. Zaradi tega je zbežal in se s čolnom odpravil v Dublin, vendar se je kmalu vrnil v Liverpool.
Od leta 1833 je študiral matematiko na Kolidžu svetega Janeza (St John's College) v Cambridgeu. Zaradi podaljšane bolezni je prekinil študij za dve leti. Na cambriškem matematičnem tripodu je leta 1837 zasedel drugo mesto. Ker je bil Jud, ni diplomiral. Tedaj so morali študentje potrditi svoje odobritve 39-tih določb angleške anglikanske cerkve, kar je Sylvester odklonil. Zaradi istega razloga se ni mogel potegovati za Smithovo nagrado. 
V letu 1838 je postal profesor naravoslovja na Univerzitetnem kolidžu v Londonu (UCL), prvi angleški univerzi brez verske opredelitve. Leta 1841 je diplomiral na Kolidžu Trinity v Dublinu. Tega leta je za kratek čas odšel v ZDA, kjer je bil profesor na Univerzi Virginije v Charlottesvilleu, Virginija, vendar se je kmalu vrnil v Anglijo.
V tem času je sodeloval s Cayleyjem in je kot aktuarij skupaj z njim veliko prispeval k teoriji matrik. Florence Nightingale je bila ena od njegovih zasebnih učenk. Vse do leta 1855 ni poučeval. Tedaj je začel poučevati matematiko na Kraljevi vojaški akademiji (RMA) v Woolwichu. Tu se je leta 1869 upokojil, ker je bila obvezna starostna meja za upokojitev 55 let. Woolwiška akademija na začetku Sylvestru ni hotela plačati polne pokojnine. Popustila je šele po daljšem javnem prerekanju, med katerim je Sylvester predstavil svoj primer časopisu The Times.
Ena od Sylvestrovih ljubezni je bilo pesništvo. Bral in prevajal je dela iz izvirnikov v francoščini, nemščini, italijanščini, latinščini in grščini. Veliko njegovih matematičnih člankov vsebuje ponazorilne navedke iz klasičnega pesništva. Po svoji zgodnji upokojitvi je leta 1870 objavil knjigo Zakoni stihov (The Laws of Verse), v kateri je poskušal zbrati množico zakonov za prozodijo in pesništvo.
Spet je leta 1877 odšel v ZDA na novoustanovljeno Univerzo Johnsa Hopkinsa v Baltimoru, Maryland, kjer je bil inavguralni profesor matematike. Njegova plača je bila 5000 dolarjev, kar je bilo za tedanji čas veliko. Zahteval je, da so mu jo plačali v zlatu. Leta 1878 je začel objavljati American Journal of Mathematics, drugo matematično revijo v ZDA. Edina tedanja ameriška matematična raziskovalna revija je bila The Analyst, ki je kasneje postala Annals of Mathematics. Revijo The Analyst je štiri leta prej 1874 začel izdajati Joel E. Hendricks v Des Moinesu, Iowa.
Sylvester se je leta 1883 vrnil v Anglijo in postal Savileov profesor geometrije na Univerzi v Oxfordu. To mesto je ohranil do svoje smrti, čeprav je Univerza leta 1892 imenovala nadomestnega profesorja stolice.
Študiral je aritmetično funkcijo π(ξ), število praštevil. Znan je po tem, da je vpeljal ogromno matematičnih izrazov, kot so na primer »diskriminanta, »totientna funkcija« za aritmetično Eulerjevo funkcijo φ(n) ali »graf«. Njegovo znanstveno delo je zbrano v štirih knjigah.

## Priznanja

### Nagrade
Kraljeva družba iz Londona mu je leta 1861 za njegove različne razprave in raziskave v matematičnih vedah podelila svojo kraljevo medaljo. Leta 1880 mu je podelila Copleyjevo medaljo, najuglednejšo nagrado za znanstvene dosežke. Leta 1887 je prejel De Morganovo medaljo Londonskega matematičnega društva.
V njegov spomin je Kraljeva družba leta 1901 začela podeljevati Sylvestrovo medaljo za pospeševanje matematičnih raziskovanj.

### Poimenovanja
Njemu v čast se imenuje Sylvester House, eden od študentskih domov na Univerzi Johnsa Hopkinsa.
Na Luni je po njem poimenovan krater - Sylvester (59,3 km).

## Izbrana dela
1. James Joseph Sylvester, O racionalni izpeljavi iz sočasnih enačb, to se pravi o novi in razširjeni teoriji eliminacije, 1. del (On rational derivation from equations of coexistence, that is to say, a new and extended theory of elimination, Part I), Philos. Mag. 15 (1839), 428-435.
2. James Joseph Sylvester, O particiji števil (On the partition of numbers), Quart. J. Math., I (1857), 141-152.
3. James Joseph Sylvester, Izvlečki več predavanj o particiji števil (Outlines of seven lectures on the partition of numbers), Proc. Lond. Math. Soc. 28 (1897), 33-96.